# Антоновская волость (Херсонский уезд)
Антоновская волость — административно-территориальная единица Херсонского уезда Херсонской губернии.
По состоянию на 1886 состояло из 8 поселений, 8 сельских общин. Население 2971 человек (1506 мужского пола и 1465 женского), 559 дворовых хозяйств.
|                        | Площадь, десятин | В том числе пахотной, дес. |
| ---------------------- | ---------------- | -------------------------- |
| Сельских общин         | 4595             | 3293                       |
| Казённой собственности | 22 445           | 7556                       |
| Другой собственности   | 1630             | 920                        |
| Всего                  | 28 670           | 11 769                     |

Самые большие поселения волости:
- Антоновка (Булацовка, Смелянка) — село при реке Ингул в 111 верстах от уездного города, 709 человек, 141 двор, земская почтовая станция, лавка.
- Горожане (Горожина) — село при реке Ингул, 502 человека, 83 двора.
- Уляновка (Неразлучное) — село при реке Ингул, 343 человека, 60 дворов, церковь православная, 2 лавки, постоялый двор, базары по воскресеньям.